# Coatepec Costales
Coatepec Costales es una localidad del estado mexicano de Guerrero. Es parte del municipio de Teloloapan.

## Toponimia
El nombre «Coatepec» proviene de los términos en náhuatl: coatl, serpiente; tepetl, cerro. Su significado es «cerro de las serpientes».

## Demografía
| Gráfica de evolución demográfica |
|                                  |

| Censo | Población |
| ----- | --------- |
| 1900  | 1 400     |
| 1910  | 1 593     |
| 1921  | 1 668     |
| 1930  | 1 824     |
| 1940  | 2 202     |
| 1950  | 2 228     |
| 1960  | 2 129     |
| 1970  | 2 122     |
| 1980  | 1 764     |
| 1990  | 1 496     |
| 2000  | 1 414     |
| 2010  | 1 130     |
| 2020  | 1 088     |